# Liste der Backsteinbauwerke des Gótico-Mudéjar in Spanien

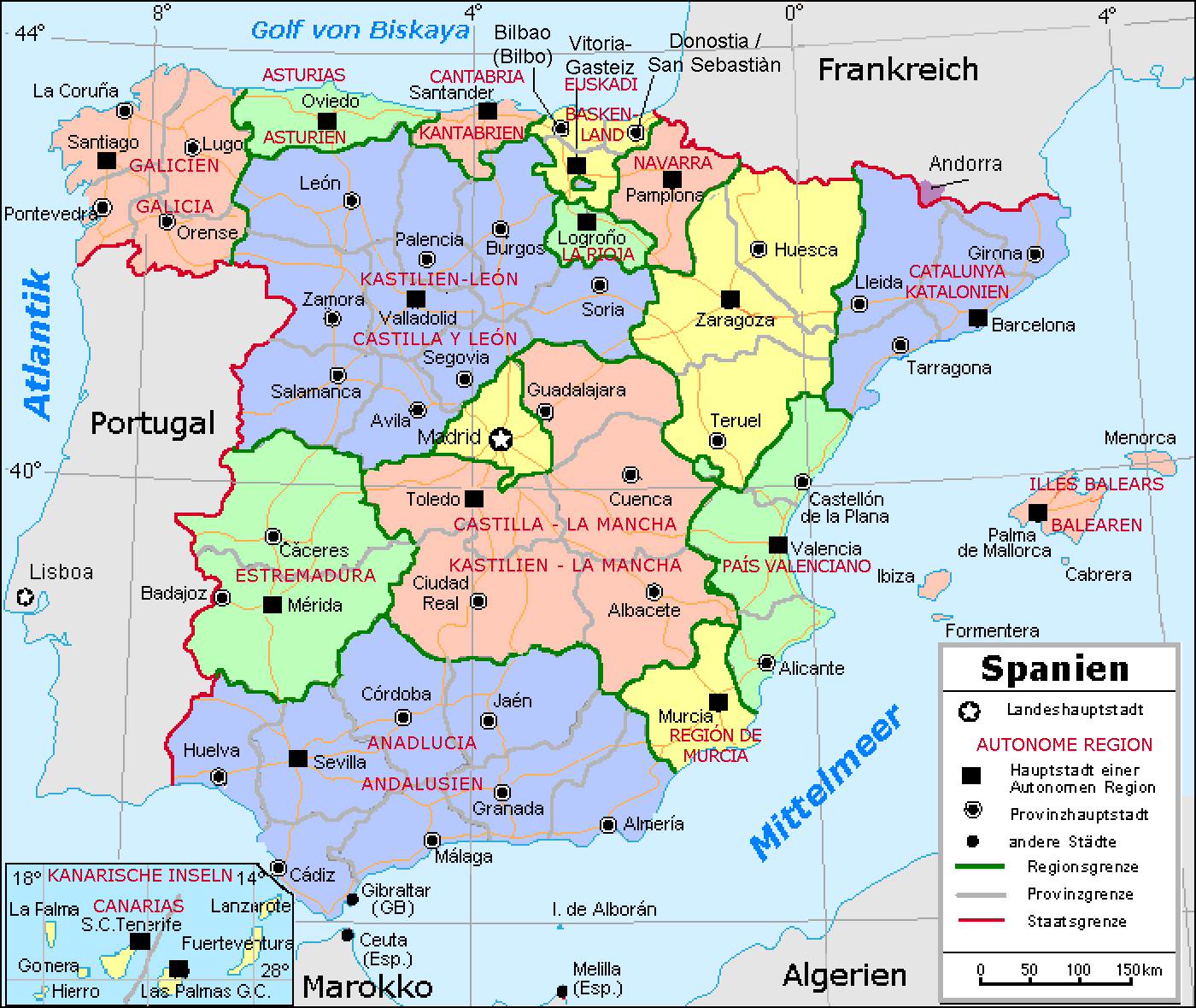
Einteilung Spaniens in Autonome Gemeinschaften und Provinzen

Dieser Artikel ist Teil des Listen- und Kartenwerks ▶ Backsteinbauwerke der Gotik.
In Spanien war der Backsteinbau bis ins frühe 17. Jahrhundert eine Spezialität maurischer Handwerker und daher von islamisch-orientalischen Traditionen geprägt. Gotische Bauten in Spanien wurden überwiegend von aus Kerneuropa herbeigeholten Baumeistern errichtet. Inwieweit Mudéjares den neuen Stil übernahmen, war regional unterschiedlich. Eine beträchtliche Anzahl ihrer Bauwerke lässt sich aber deutlich nach Zügen europäischer Stile unterschieden, zuerst der Romanik, dann der Gotik, schließlich der Renaissance.
Solange in Spanien sowohl christliche als auch islamische Staaten bestanden, konnten Menschen islamischer und jüdischer Religion auch in den christlichen Staaten unbehelligt leben. Daher entstand Mudéjar-Architektur auch in Regionen, die schon seit Jahrhunderten christlich regiert wurden. Nach der Reconquista 1492 wurden die Juden durch zwei königliche Anordnungen 1492 und 1513 vertrieben, und auch die Situation der Muslime verschlechterte sich Schritt für Schritt. 1610 wurden die letzten Mudéjares vertrieben.
Umfang: 
144 Gebäude und Gebäudegruppen und 1 nicht mitgezählt, da heute vollständig verputzt
Detaillierte Verteilungskarte:
- Backsteinbauwerke der Gotik/Verteilung in Spanien

## Andalusien
(Andalucia)
(Anzahl: 14, dazu 1 vollständig verputzt)
| Provinz | Ort                   | Bauwerk                              | Bauzeit       | Anmerkungen | Foto |
| ------- | --------------------- | ------------------------------------ | ------------- | --- | --- |
| Córdoba | Córdoba               | Casa de Sefarad (Sephardenhaus) (CC) | 14. Jh.       | Heute Museum über die Juden in Córdoba | |
| Córdoba | Lucena                | Kirche San Mateo (CC)                | 16. Jh.       | holzgedeckte Stufenhalle mit Spitzbogenarkaden aus Backstein | |
| Córdoba | Pedroche              | San Salvador (CC)                    | 14./15. Jh.   | Mudéjargotik, Schiff bis an die gleichmäßig gering geneigten Dachschrägen, Spitzbogenarkaden geschlämmter Backstein; zwei Spitzbogenportale, das nördliche mit Backsteinbogen, siehe Google Streetview | Mudéjargotik, Schiff bis an die gleichmäßig gering geneigten Dachschrägen, Spitzbogenarkaden geschlämmter Backstein; zwei Spitzbogenportale, das nördliche mit Backsteinbogen, siehe Google Streetview |
| Huelva  | Santa Olalla del Cala | Kirche N. Señora de la Asunción (CC) | 14. Jh.       | gotische Backsteinarkaden, einiges nach Erdbeben von Lissabon im 18. Jh. Barock wiederhergestellt | |
| Sevilla | Carmona               | Kirche Santiago (CC)                 | 16. Jh.       | gotischer Polygonalchor aus Backstein | |
| Sevilla | Carmona               | San Felipe (CC)                      | 15./16. Jh.   | Mudéjargotik, Backstein außen v. a. Westportal (Oberteil) und Turm, innen Arkadenbögen; Pseudobasilika, Mittelschiff mit Artesanadodecke                                                               | |
| Sevilla | Écija                 | Iglesia de Santiago (CC)             |               | GÓTICO-MUDÉJAR | |
| Sevilla | Lora del Río          | Kirche N. Señora de la Asunción (CC) | 2. H. 15. Jh. | Portal mittelalterlich, Turm und Chor 19. Jh. | |
| Sevilla | Sevilla               | San Andres (CC)                      | 14. Jh.       | Schiff Grenzfall zwischen Hallenkirche und Pseudobasilika, Holzdecken, geschlämmte Backsteinarkaden | |
| Sevilla | Sevilla               | Kirche Santa Catalina (CC)           | 14. Jh.       | Turmpartie geschlämmter Backstein, Westportal Werkstein | |
| Sevilla | Sevilla               | San Gil (CC)                         | 14. Jh.       | GÓTICO-MUDÉJAR, fensterlose Hochschiffswände, relativ steiles Mittelschiffsdach | |
| Sevilla | Sevilla               | San Marcos (CC)                      | 14. Jh.       | Außenmauerwerk großenteils Sichtbackstein, innen großenteils geschlämmter Backstein, orientalische und eindeutig gotische Formen                                                                       | |
| Sevilla | Sevilla               | Santa Marina (CC)                    | 14. Jh.       | Grenzfall zwischen Pseudobasilika und echter Basilika, gotische Backsteinarkaden | |
| Sevilla | Sevilla               | San Vicente (CC)                     |               | Pseudobasilika mit gotischen Backsteinarkaden | |

Provinz Cádiz: Tarifa: Kirche Santa Maria (CC), 14. Jh., innerhalb der äußeren Burgmauer,
nach der christlichen Rückeroberung Tarifas (1292) Umbau aus einer Moschee;
Spitzbogenarkaden aus Backstein heute verputzt; manieristisches Nordportal aus Naturstein

## Aragón
(Anzahl: 43 Gebäude und Gebäudegruppen)
Hintergrundinformationen:
- PCA = Patrimonio cultural de Aragón
- M-AR = Mudéjar en Aragón, teilweise auf Englisch (EN)

| Provinz  | Ort                             | Bauwerk                                                                | Bauzeit                                                                     | Anmerkungen | Foto              |
| -------- | ------------------------------- | ---------------------------------------------------------------------- | --------------------------------------------------------------------------- | --- | ----------------- |
| Huesca   | Bielsa                          | Iglesia de Nuestra Señora de la Asunción (CC)                          |                                                                             | Mauern aus Stein, Gewölberippen aus Backstein                                                                                         |                   |
| Teruel   | Argente                         | Ermita de Santa Quiteria M-AR (CC)                                     | 13. + 2. H. 14. Jh.                                                         | außen etwas Backstein, innen Spitzbogen-Diafragmas (im selben Bereich)                                                                |                   |
| Teruel   | Montalbán                       | Iglesia del Apóstol Santiago el Mayor M-AR (CC)                        | 13. Jh.                                                                     | 1956 rekonstruiert, innen neu |                   |
| Teruel   | Obón                            | Iglesia de la Asunción de Nuestra Señora M-AR (CC)                     | 13. (einzelne Kapitelle) bzw. 15. Jh., gotischer Backsteinturm Ende 15. Jh. | 13. (einzelne Kapitelle) bzw. 15. Jh., gotischer Backsteinturm Ende 15. Jh.                                                           |                   |
| Teruel   | Teruel                          | Kathedrale Santa Maria M-AR (CC)                                       | 1171–1532                                                                   | überwiegend romanisch mit einigen gotischen Elementen                                                                                 |                   |
| Teruel   | Teruel                          | Kirche San Martín M-AR (EN) (CC)                                       | 1315–1316, 1559–1561                                                        | nur Obergeschoss des Turms gotisch |                   |
| Teruel   | Teruel                          | Kirche de la Merced (Kirche der Gnade) M-AR (CC)                       | Turm 16. Jh.                                                                | Backsteinturm |                   |
| Teruel   | Teruel                          | Kirche San Pedro M-AR (EN) (CC)                                        | ab Ende 12. Jh.                                                             | insbesondere Turm und Chorumgang |                   |
| Teruel   | Teruel                          | Torre de la Iglesia de el Salvador M-AR PCA (Turm der Heilandsk.) (CC) | 13. Jh.                                                                     | |                   |
| Zaragoza | Alberite de San Juan            | Kirche Nuestra Señora de la Asuncion (CC),                             | 14. Jh.                                                                     | |                   |
| Zaragoza | Alcalá de Gurrea                | Kirche San Jorge M-AR                                                  | 14./15. Jh., Turm 16. Jh. mit gotischen Formen                              | 14./15. Jh., Turm 16. Jh. mit gotischen Formen                                                                                        | Foto siehe Link   |
| Zaragoza | Alfajarín                       | Kirche San Miguel Arcángel (CC)                                        | u. a. 14. u. 15. Jh.                                                        | urspr. Moschee, seit dem 12. Jh. Kirche; Barockisierung im 18. Jh.                                                                    |                   |
| Zaragoza | Ambel                           | Kirche San Miguel Arcángel M-AR                                        | Mitte 14. – 1. H. 16. Jh.                                                   | integriert in den Palacio de los Hospitalarios, gotische Elemente nicht in dessen Platzfassade                                        |                   |
| Zaragoza | Borja                           | ehem. Stiftskirche Santa María (CC) M-AR                               | Mudéjar- Gotik wohl 14. Jh.                                                 | |                   |
| Zaragoza | Borja                           | ehem. Kirche San Miguel M-AR (CC)                                      | 13.–17. Jh.                                                                 | außen Backstein, innen Spitzbogen-Diafragmas, Gewölberippen eher Naturstein                                                           |                   |
| Zaragoza | Calatayud                       | Kirche San Pedro de los Francos (CC)                                   | Gotik 14. Jh.                                                               | u. a. Backsteinchor, gotischer Umbau der Kirche aus dem 12. Jh.                                                                       |                   |
| Zaragoza | Calatayud                       | Santa Maria la Mayor (CC), SIPCA                                       | 16. Jh.                                                                     | untere Teile von Apsis und Glockenturm Mudéjargotik, übrige Kirche Anfang 17. Jh., Renaissance; Fotos außen und innen                 |                   |
| Zaragoza | Cervera de la Cañada            | Kirche Santa Tecla M-AR (CC)                                           | bis 1426                                                                    | |                   |
| Zaragoza | Chiprana                        | Kirche San Juan Bautista M-AR (CC)                                     | ab 1428                                                                     | innerlich gotisch mit Backsteinarkaturen; Fassade 18. Jh.; Johanniterkonvent                                                          | Bilder siehe Link |
| Zaragoza | Hijar                           | Kirche Santa María M-AR (CC)                                           | frühes 14. Jh.                                                              | Chor u. a. gotisch, ganz aus Backstein; spätere Veränderungen                                                                         |                   |
| Zaragoza | Jatiel                          | Cripta gótico-mudéjar „Cilla del castillo“ M-AR                        | 14./15. Jh.                                                                 | unterirdischer Lagerraum aus Backstein an der Calle del Calvario                                                                      | Foto siehe Link   |
| Zaragoza | Magallón                        | Kirche San Lorenzo M-AR (CC)                                           | eine Apsis 14. Jh.                                                          | übrige Kirche 2. H. 16. Jh. ersetzt                                                                                                   |                   |
| Zaragoza | Magallón                        | Kirche Santa Maria de la Huerta M-AR (CC)                              | 13. Jh.                                                                     | im Bürgerkrieg zerstört, heute Rekonstruktion                                                                                         |                   |
| Zaragoza | Mesones de Isuela               | Iglesia de la Asunción M-AR PMA (CC)                                   |                                                                             | Turmaufsatz aus Backstein noch so eben gotisch                                                                                        |                   |
| Zaragoza | Monzabarba, Vorort von Zaragoza | Kirchturm San Miguel M-AR                                              | Mitte 16. Jh.                                                               | gotische, Mudéjar und andere Elemente, Kirche abgerissen                                                                              | Foto siehe Link   |
| Zaragoza | Nueno                           | Kirche San Martín Obispo (Bischof St. Martin) (CC),                    | Kern romanisch, Turmaufsatz 16. Jh. Backstein mit gotisch geformten Blenden | Kern romanisch, Turmaufsatz 16. Jh. Backstein mit gotisch geformten Blenden                                                           |                   |
| Zaragoza | Peñaflor                        | Kirche Nuestra Señora de los Ángeles M-AR (CC)                         | 14.–20. Jh.                                                                 | Gotik bis Historismus, alle Bauphasen in Backstein                                                                                    |                   |
| Zaragoza | Pina de Ebro                    | Kloster San Salvador M-AR (CC)                                         | unt. Turm- geschosse ab 14. Jh.                                             | ehem. Franziskanerkloster, Gebäudeteile im Mudéjarstil schon vor Beginn der Nutzung als Klosterkirche ab 1510, danach div. Zufügungen |                   |
| Zaragoza | La Puebla de Alfindén           | Kirche Nuestra Señora de la Asunción M-AR (CC),                        | 14.–17. Jh.                                                                 | zumindest der Turm mit gotischen Elementen                                                                                            |                   |
| Zaragoza | Quinto                          | Kirche Asunción de Nuestra Señora M-AR (CC)                            | frühes 15. Jh.                                                              | spätere Zutaten |                   |
| Zaragoza | Sástago                         | Kloster Nuestra Señora de Rueda M-AR (CC)                              | Turm 14. Jh.                                                                | Kloster benannt nach dem großen Schöpfrad am Ebro, Glockenturm aus Backstein                                                          |                   |
| Zaragoza | Tabuenca                        | Kirche San Juan Bautista M-AR (CC)                                     |                                                                             | spitzbogige Eingangshalle |                   |
| Zaragoza | Tarazona                        | Kathedrale Nuestra Señora de la Huerta M-AR (CC)                       | ab 1235 u. ab 1362                                                          | Erstbau im Krieg zwischen den beiden Pedros zerstört                                                                                  |                   |
| Zaragoza | Tauste                          | Kirche Santa María M-AR (CC)                                           | Ende 13. – Anf. 14. Jh.                                                     | |                   |
| Zaragoza | Tobed                           | Kirche Santa María (CC)                                                | 1356–1405/1410                                                              | prächtige Mudéjar-Westfassade; Werksteinwestportal und Seitenfenster europäische Gotik                                                |                   |
| Zaragoza | Zaragoza (Saragossa)            | Aljafería                                                              | Gegründet als maurischer Herrschersitz, im 14. Jh. ausgebaut                | Gegründet als maurischer Herrschersitz, im 14. Jh. ausgebaut                                                                          |                   |
| Zaragoza | Zaragoza (Saragossa)            | Kathedrale San Salvador M-AR (CC)                                      | Gotk ab 14. Jh.                                                             | Kirche ab 12. Jh., Änderungen bis 18. Jh.                                                                                             |                   |
| Zaragoza | Zaragoza (Saragossa)            | Kloster Santa Catalina M-AR (CC)                                       | Backstein 14. Jh.                                                           | gegründet 1234 |                   |
| Zaragoza | Zaragoza (Saragossa)            | Iglesia de San Gil Abad M-AR6 (CC) (Ägidienkirche)                     | 1. H. 14. Jh.                                                               | |                   |
| Zaragoza | Zaragoza (Saragossa)            | Kirche Santa María Magdalena M-AR (CC)                                 | Mudéjar 14. Jh.                                                             | geweißter Backstein |                   |
| Zaragoza | Zaragoza (Saragossa)            | Kirche San Miguel de los Navarros M-AR (CC)                            | 14. Jh.                                                                     | |                   |
| Zaragoza | Zaragoza (Saragossa)            | Kirche San Pablo Apostolo M-AR                                         | 1284–1343 (Turm)                                                            | |                   |
| Zaragoza | Zaragoza (Saragossa)            | Monasterio del Santo Sepulcro (CC), M-AR (EN) (Heiliggrabkloster)      | 14. Jh.                                                                     | |                   |

## Estremadura
(Anzahl: 4)
| Provinz | Ort                   | Bauwerk                                 | Bauzeit     | Anmerkungen | Foto |
| ------- | --------------------- | --------------------------------------- | ----------- | --- | ---- |
| Badajoz | Calera de León        | Kloster Nuestra Señora de Tentudía (CC) |             | zweigeschossiger Kreuzgang mit Mischung aus orientalischen und gotischen Formen                                          |      |
| Badajoz | Fregenal de la Sierra | Kirche Santa Catalina (CC)              | 16. Jh.     | gotische Pseudobasilika mit Arkadenbögen aus Backstein unter offenem Dachstuhl; Fassade u. a. im 17. Jh. stark verändert |      |
| Cáceres | Galisteo              | Kirche N. Señora de la Asunción (CC)    | 13. Jh.     | Apsis mit gotischen Blenden und vermauertem Spitzbogenportal                                                             |      |
| Cáceres | Romangordo            | Kirche Santa Catalina (CC)              | 14./15. Jh. | Fensterbögen und Traufensims des Turms aus Backstein                                                                     |      |

## Kastilien-León
(Castilla y León)
(Anzahl:62 Gebäude und Gebäudegruppen)
Hintergrundinformationen:
- M-CL = Mudéjar castellano-leonés
- CLBP = Junta de Castilla y León – Catálogo de bienes protegidos

| Provinz    | Ort                                         | Bauwerk                                              | Bauzeit                               | Anmerkungen                                                                                            | Foto                             |
| ---------- | ------------------------------------------- | ---------------------------------------------------- | ------------------------------------- | --- | -------------------------------- |
| Ávila      | Arévalo                                     | Kirche San Martín (CC) M-CL                          | ab 1200                               | ein gotisches Turmobergeschoss, übrige Kirche romanisch mit barockisiertem Innenraum                   |                                  |
| Ávila      | Arévalo                                     | Kirche Santa Maria la Mayor (Groß-St. …) (CC) M-CL   | 13./15./16. Jh.                       | |                                  |
| Ávila      | Arévalo                                     | Kirche San Miguel (CC) M-CL                          | Gotik 16. Jh.                         | Kern 12. Jh.                                                                                           |                                  |
| Ávila      | Arévalo                                     | Einsiedelei Lugareja (CC)                            |                                       | |                                  |
| Ávila      | Arévalo                                     | Arco de Alcocer (ein Stadttor) (CC)                  |                                       | |                                  |
| Ávila      | Arévalo                                     | Burg Arévalo (CC)                                    | 12.–16. Jh.                           | |                                  |
| Ávila      | Ávila                                       | Kirche San Martín (CC) M-CL                          | Turm 14. Jh.                          | Obergeschosse des Turms gotischer Backstein                                                            |                                  |
| Ávila      | Blasconuño de Matacabras, Comarca La Moraña | Kirche San Martín (CC) M-CL                          | got. Portal 13./14. Jh.               | Kirche 12. Jh., spätere Veränderungen; vermauertes Nordportal gotisch                                  |                                  |
| Ávila      | Canales, Comarca La Moraña                  | Kirche San Cristóbal M-CL                            |                                       | nach ruinösem Zustand im 17. Jh. erneuert                                                              | Google Street View               |
| Ávila      | Espinosa de los Caballeros                  | Kirche San Andrés Apostol (CC) M-CL                  |                                       | Turm gotisch                                                                                           |                                  |
| Ávila      | Flores de Ávila                             | Pfarrkirche Santa María del Castillo (CC) M CL       | 16. Jh.                               | Glockengeschoss des Turms gotisch                                                                      | Turm s. Google Streetview        |
| Ávila      | Fontiveros                                  | San Cipriano (CC)                                    | 12./13. und 15./16. Jh.               | gotische Backsteinportale                                                                              |                                  |
| Ávila      | Horcajo de las Torres, Comarca La Moraña    | Kirche Santos Julián y Basilisa (CC), M-CL           | ab 1250                               | gotisches Nordportal, spätere Erweiterungen                                                            |                                  |
| Ávila      | Orbita                                      | Kirche San Esteban M-CL                              | 12./13. Jh.                           | gotisches Nordportal; Chorturm Rekonstruktion nach Einsturz von 1986                                   | Nordportal, s. Google Streetview |
| Ávila      | San Cristóbal de Trabancos                  | Kirche San Cristóbal M-CL                            |                                       | Spitzbogenblende im Westgiebel des überhöhten Chors                                                    | Foto siehe Link                  |
| Ávila      | San Esteban de Zapardiel                    | Kirchturm M-CL                                       |                                       | ehemaliger Verteidigungsturm mitten im Dorf statt an der Kirche; gotisches Portal mit Backstein        |                                  |
| Burgos     | Arcos de la Llana                           | (CC)                                                 | 14. Jh.                               | gotischer Backsteinturm mit orientalischem Gepräge                                                     |                                  |
| Burgos     | Burgos                                      | Puerta de San Esteban (CC)                           | um 1400                               | Stadtseite mit angedeutet spitzbogiger Galerie                                                         |                                  |
| Burgos     | Burgos                                      | Kloster Las Huelgas (CC)                             | im Innenraum Spitzbögen aus Backstein | im Innenraum Spitzbögen aus Backstein                                                                  |                                  |
| León       | Cazanuecos                                  | Kirche Santa Marina (CC)                             |                                       | gotisches Portal und obere Geschosse des Glockengiebels aus Backstein                                  |                                  |
| Palencia   | Astudillo                                   | Kloster Santa Clara (CC)                             | gegründet 1356                        | mudéjar-gotisches Biforium                                                                             |                                  |
| Palencia   | Fuentes de Nava                             | Kirche San Pedro (CC)                                | 14. Jh. (?)                           | Backsteinwand über dem Portal mit gotischer Nische; Turm 17. Jh.                                       |                                  |
| Palencia   | Paredes de Nava                             | Kirche Santa Maria(CC)                               | Ende 15. Jh.                          | Obergeschoss und Fenster des Glockenturms gotisch aus Backstein; barocke Veränderungen                 |                                  |
| Salamanca  | Cantaracillo                                | Kirche de la Asunción (CC)                           | gotisch 16. Jh.                       | primär 12./13. Jh. romano-mudéjar, Umgestaltung dann in Formen der Gotik und der Renaissance           |                                  |
| Salamanca  | Galleguillos                                | Iglesia de la Aszunciòn M-CL                         | 12./13. Jh.                           | Bögen am Schiff gotisch, 1985 hoffentlich originalgetreu restauriert                                   |                                  |
| Salamanca  | Pedrosillo de Alba                          | Kirche San Pedro M-CL                                | ab 12. Jh.                            | Blendarkaden überw. eindeutig spitzbogig                                                               | Foto siehe Link                  |
| Salamanca  | Peñarandilla                                | Nuestra Señora de la Asunción (CC)                   |                                       | an der Südwand und innen einige Spitzbögen                                                             |                                  |
| Salamanca  | Rágama                                      | Kirche El Salvador (CC)                              |                                       | im 16. Jh. erweitert mit spätgotischem Portal und Renaissanceformen                                    |                                  |
| Salamanca  | Turra de Alba                               | Kirche San JuanSAL M-CL                              | 13. Jh.                               | gotisches Portal                                                                                       | siehe Google Streetview          |
| Segovia    | Cuéllar                                     | Arco de San Basilio (ein Stadttor) (CC)              | 15. Jh.                               | Verstärkung der Stadtbefestigung aus dem 11. Jh.; Feldseite eher orientalisch, Stadtseite eher gotisch |                                  |
| Valladolid | Aguilar de Campos                           | Kirche San Andrés (CC)                               |                                       | Spitzbogenportal eher orientalisch, aber gotischer Innenraum mit Backsteingewölbe                      |                                  |
| Valladolid | Alcazarén                                   | Kirche San Pedro M-CL (CC)                           | 13./ Anf. 14. Jh.                     | Blendarkaden des Chors überwiegend spitzbogig, innen Reste frühgotischer Wandmalereien                 |                                  |
| Valladolid | Alcazarén                                   | Kirche Santiago M-CL (CC)\|                          | 13./ Anf. 14. Jh.                     | mittlere und obere Blendarkaden des Chors überwiegend spitzbogig; Schiff barock                        |                                  |
| Valladolid | Aldea de San Miguel                         | Kirche San Miguel Arcàngel M-CL (CC)                 | 13./ Anf. 14. Jh.                     | überw. romanisch, älterer Bogen über dem Südportal gotisch                                             |                                  |
| Valladolid | Bobadilla del Campo                         | Kirche San Matías (CC) M-CL                          | ab 13. Jh.                            | Blendarkaden des Chors von Etage zu Etage zunehmend spitzbogig; Kirchenschiff im 16. Jh. ersetzt       | Fotos siehe Link                 |
| Valladolid | Brahojos de Medina                          | Kirche Santa María Magdalena M-CL                    |                                       | Blendarkaden am Chor überw. spitzbogig; Schiff später barock ersetzt                                   | Fotos siehe Link                 |
| Valladolid | Cuenca de Campos                            | Kirche Santa Maria del Castillo (CC) M-CL            | Ende 14./Anf. 15. Jh.                 | Chor oben Backstein mit gotischen Fenstern                                                             |                                  |
| Valladolid | Fuente el Sol                               | Kirche San Juan Bautista M-CL (CC)                   | Mitte 13. Jh.                         | separater Turm gotisch, Schiff barock umgebaut (Rückseite mit vermauerten gotischen Bögen)             |                                  |
| Valladolid | Mayorga                                     | M-CL (CC)                                            | 12., 15. u. 16. Jh.                   | gotisches Südportal aus Backstein                                                                      |                                  |
| Valladolid | Mayorga                                     | M-CL (CC)                                            | 15. Jh.                               | Südportal orientalisch bis gotisch                                                                     |                                  |
| Valladolid | Mayorga                                     | Stadttor M-CL (CC)                                   | 15./16. Jh.                           | Stadtseite mit gotischem Backsteinbogen                                                                |                                  |
| Valladolid | Melgar de Abajo                             | Kirche San Juan M-CL (CC)                            | 16. Jh.                               | Übergang Gotik–Renaissance, Schallöffnungen des Turms gotisch                                          |                                  |
| Valladolid | Melgar de Abajo                             | Kirche San Salvador M-CL                             | 16. Jh.                               | Übergang Gotik–Renaissance, Westportal gotisch                                                         | Fotos siehe Link                 |
| Valladolid | Mojados                                     | Kirche San Juan Evangelista (CC)                     |                                       | spitzbogiges Südportal                                                                                 |                                  |
| Valladolid | Mojados                                     | Kirche Santa María M-CL (CC)                         | 14. u. 16. Jh.                        | gotische Westfassade                                                                                   |                                  |
| Valladolid | Monasterio de Vega                          | Turm der Kloster- kirche San Andrés M-CL (CC)        | Mitte 16. Jh.                         | übrige Kirche später ersetzt                                                                           |                                  |
| Valladolid | Muriel de Zapardiel                         | Nuestra Señora de la Asunción (CC)                   | (12. und) 16. Jh.                     | Chorfenster und einige Blendarkaden etwas spitzbogig                                                   |                                  |
| Valladolid | Olmedo                                      | Kirche San Miguel CLBP 15006 M-CL (CC)               | 13. Jh.                               | vermauertes gotisches Nordportal (siehe M-CL), Westfassade später verändert, Südseite umbaut           |                                  |
| Valladolid | Olmedo                                      | Kirche San Andrés CLBP 14999 M-CL (CC)               | 2. H. 13. Jh.                         | Innenraum Spitztonne; Veränderungen im 16. u. 18. Jh.; heute Ruine                                     |                                  |
| Valladolid | Olmedo                                      | Iglesia de la Trinidad M-CL (Dreifaltigkeitskirche)  | 2. H. 13. Jh.                         | Spitzbogenportal; heute Ruine                                                                          | Fotos siehe Link                 |
| Valladolid | Olmedo                                      | Palacio Caballero, Plaza de S. Julián 3 (CC)         |                                       | mittelalterlicher Familiensitz                                                                         |                                  |
| Valladolid | Peñafiel                                    | Convento de San Pablo (Paulskloster) (CC) CLBP 15077 | ab 1324                               | Chor überw. aus Backstein, übrige Kirche und Kreuzgang aus Stein                                       |                                  |
| Valladolid | Rubí de Bracamonte                          | Kirche Nuestra Señora M-CL (CC)                      | Mitte 13. Jh.                         | Südseite Renaissance-Umbau                                                                             |                                  |
| Valladolid | Santibáñez de Valcorba                      | San Juan Evangelista (CC)                            | 12./13. u. 15. Jh.                    | romanische und gotische Teile mit oder aus Backstein; Hallenkirche                                     |                                  |
| Valladolid | Villagómez la Nueva                         | Kirche San Nicolás M-CL (CC)                         | 2. H. 15. Jh.                         | gotisches Südportal unter moderner Vorhalle                                                            |                                  |
| Valladolid | Villalón de Campos                          | Kirche San Miguel M-CL                               | 13. u. überw. 14. Jh.                 | Mudéjar-Obergaden und Backsteinarkaden bei starkem kerneuropäischem Einfluss; spätere Veränderungen    | Fotos siehe Link                 |
| Valladolid | Villalón de Campos                          | Kirche San Pedro M-CL                                | Ende 14. Jh.                          | gotische Backsteinblenden; spätere Veränderungen                                                       | Fotos siehe Link                 |
| Valladolid | Villalón de Campos                          | Kirche San Juan M-CL (CC)                            | 15. Jh.                               | |                                  |
| Valladolid | Villalón de Campos                          | Mudéjar-Häuser M-CL (CC)                             | spät- mittel- alterlich               | verbliebene Wohnhäuser von Mudéjares, geschlämmter Backstein, schlechter Erhaltungsstand               |                                  |
| Valladolid | Villavicencio de los Caballeros             | Kirche San Pedro M-CL (CC)                           | wohl 16. Jh.                          | Turm spätgotisch, Schiff jünger                                                                        |                                  |
| Valladolid | bei Villavicencio de los Caballeros         | Kirchenruine San Pelayo M-CL                         | wohl 16. Jh.                          | Turm spätgotisch, Schiff nur spärliche Reste                                                           | Fotos siehe Link                 |
| Zamora     | Toro                                        | Kirche San Lorenzo el Real (CC)                      | spätes 12. Jh.                        | Hauptportal spitzbogig                                                                                 |                                  |

## Kastilien-La Mancha
(Catsilla-La Mancha)
(Anzahl: 18 Gebäude)
| Provinz     | Ort                          | Bauwerk                                                                         | Bauzeit                 | Anmerkungen | Foto              |
| ----------- | ---------------------------- | ------------------------------------------------------------------------------- | ----------------------- | --- | ----------------- |
| Albacete    | Chinchilla de Monte-Aragón   | Kloster Santo Domingo                                                           |                         | gotische Backsteinbögen im Kreuzgang | Fotos siehe Links |
| Ciudad Real | Cañada de Calatrava          | Iglesia de Nuestra Señora de la Concepción y Santisimo Cristo del Tránsito (CC) | ab 15. Jh.              | Mudéjar-Gotik und -Renaissance |                   |
| Guadalajara | Guadalajara                  | Iglesia de Santiago el Mayor (CC)                                               | ab den 1320ern          | innen gotische Backsteinarkaden, außen auch Backsteinwände, aber heute eher Renaissance                                                               |                   |
| Toledo      | Ajofrín                      | Kirche Sta. María Magdalena (CC)                                                | spätes 15. –fr. 16. Jh. | Übergangsstil Gotik/Renaissance |                   |
| Toledo      | Calera y Chozas              | Kirche San Pedro Apóstol (CC)                                                   | 16. Jh. u. früher       | |                   |
| Toledo      | Camarena                     | San Juan Bautista (CC)                                                          | sp. 15.– fr. 16. Jh.    | gotischer Backsteinturm, übrige Kirche überw. Renaissance                                                                                             |                   |
| Toledo      | El Carpio de Tajo            | San Miguel Arcángel (CC)                                                        | 15. u. 16. Jh.          | ein Fresko aus dem 15. Jh., Gotik und Renaissance, ein Portal und untere Schallöffnungen spitzbogig, Pseudobasilika                                   |                   |
| Toledo      | Casarrubios del Monte        | Burg (CC)                                                                       | 14. Jh.                 | Gotischer Haupteingang |                   |
| Toledo      | Erustes                      | N. Señora de la Asunción CM-PC (CC)                                             | 15. Jh.                 | viel Mudéjar, wenig Gotik, aber Chorbogen spitz und entgegen CM-PC auch Arkadenbögen leicht gespitzt                                                  | Innenfoto         |
| Toledo      | Talavera de la Reina         | Colegiata (Stiftskirche) de Santa María la Mayor                                | 14./15. Jh.             | Flamboyant-Rosette über dem Westportal im Mudéjarstil in Backstein gefasst; Turm erst 18. Jh.                                                         |                   |
| Toledo      | Talavera de la Reina         | Kirche El Salvador (CC)                                                         | ab etwa 1200            | teilw. orientalische Formen in gotischer Verwendung                                                                                                   |                   |
| Toledo      | Talavera de la Reina         | Kirche Santiago el Nuevo (Neue Jakobuskirche) (CC)                              | 14. Jh.                 | Spitzbogenfenster aus Backstein im Ostgiebel |                   |
| Toledo      | Toledo                       | Kirche San Andrés (CC)                                                          | 12.–17. Jh.             | älteste Teile präromanisch, viele Hufeisenbögen, aber wenigstens das Mittelschiffsjoch vor dem Chor gotisch und aus Backstein                         |                   |
| Toledo      | Toledo                       | Kirche Santos Justo y Pastor (CC)                                               | 13.–14. Jh.             | mit Vorbehalt |                   |
| Toledo      | Toledo                       | Kirche Santa Leocadia (CC)                                                      | außen 13. Jh.           | mit Vorbehalt: außen überwiegend Backstein in stark orientalischen, aber mit der Gotik harmonisierenden Formen, innen Renaissance-Gewölbe des 16. Jh. |                   |
| Toledo      | Toledo                       | Kirche Santiago del Arrabal                                                     | 1247–1267               | Apsiden (im Stil ländlicher Mudéjar-Kirchen in Kastilien-León) vollständig, andere Teile teilweise aus Backstein                                      |                   |
| Toledo      | Toledo                       | Kirche San Vicente (CC)                                                         |                         | Mudéjar-Apsis aus Backstein mit Spitzbögen, innen zwar einiger Sichtbackstein, aber gotische Gewölbe aus Werkstein                                    |                   |
| Toledo      | Las Ventas con Peña Aguilera | Kirche San Pedro Apóstol CM-PC (CC)                                             | Anf. 15. Jh. –16. Jh.   | |                   |

## Comunidad de Madrid
Die Autonome Gemeinschaft Madrid umfasst nur eine einzige Provinz.
| Ort    | Bauwerk                                          | Bauzeit            | Anmerkungen                                                       | Foto |
| ------ | ------------------------------------------------ | ------------------ | ----------------------------------------------------------------- | ---- |
| Madrid | Kirche San Nicolás (CC)                          | 13. Jh.            | Turm orientalisch bis gotisch, oberstes Geschoss aber Renaissance |      |
| Madrid | Kirche San Pedro el Viejo (Alt Sankt Peter) (CC) | Turm Mitte 14. Jh. |                                                                   |      |

## Land Valencia
| Provinz   | Ort    | Bauwerk                                                            | Bauzeit      | Anmerkungen                                                          | Foto |
| --------- | ------ | ------------------------------------------------------------------ | ------------ | -------------------------------------------------------------------- | ---- |
| Castellón | Jérica | Torre de la Alcudia (CC), auch Torre de las Campanas (Glockenturm) | Anf. 17. Jh. | Kombination aus Mudéjarstil, Gotik und Renaissance; Unterbau 12. Jh. |      |